# 小唄三昧
『小唄三昧』（こうたざんまい）は、柳原陽一郎の9作目のスタジオ・アルバム。2018年11月15日より通販での予約受付が開始され、12月13日に通販や同日に公園通りクラシックスで開催された「『小唄三昧』お披露目ライブ〜師走のお手引き〜」にて先行発売され、2019年1月30日より一般販売と音楽配信が開始された。

## 解説
前作『「ほんとうの話」』以来約5年ぶりのオリジナル・アルバム。
ジャケットのイラストはAPOLLOが手がけたもの。タイトルの「小唄」には、「最近は偉そうなことを歌う歌や、明日を信じようと近づける歌が多いけど、そんなのではなく、あまり近づけないうえに大げさでもない、他愛もない歌だけど、こんな歌はどうですか？」という意味が込められている。

## 収録曲
| #         | タイトル                                             | 作詞・作曲                                              | 時間  |
| --------- | ---------------------------------------------------- | ------------------------------------------------------- | ----- |
| 1.        | 「21st Century Complex Blues」                       | 柳原陽一郎                                              | 4:15  |
| 2.        | 「歌手はうたうだけ」                                 | 柳原陽一郎                                              | 3:08  |
| 3.        | 「やなちゃんのワカンナイ節」                         | 柳原陽一郎                                              | 3:11  |
| 4.        | 「洗脳時代」                                         | 柳原陽一郎                                              | 3:35  |
| 5.        | 「アメリカンポーク」                                 | 柳原陽一郎                                              | 3:02  |
| 6.        | 「DEPORTEE 〜 不法移民の唄」                         | - Woody Guthrie and Martin Hoffman - 柳原陽一郎（訳詞） | 5:12  |
| 7.        | 「エリアマネージャー」                               | 柳原陽一郎                                              | 3:28  |
| 8.        | 「生きなっせ」                                       | 柳原陽一郎                                              | 3:26  |
| 9.        | 「土下座節」                                         | 柳原陽一郎                                              | 3:27  |
| 10.       | 「アラビヤ小唄」                                     | 柳原陽一郎                                              | 5:22  |
| 11.       | 「おかえりビッチ」                                   | - 柳原陽一郎（作詞） - アイルランド民謡（作曲）         | 3:49  |
| 12.       | 「機関車ポンコツ」                                   | 柳原陽一郎                                              | 5:38  |
| 13.       | 「なさぬ人」                                         | 柳原陽一郎                                              | 5:27  |
| 14.       | 「夢見の夢太郎」(CD限定付録)                         | 柳原陽一郎                                              | 3:00  |
| 15.       | 「21st Century Complex Blues (Reprise)」(CD限定付録) | 柳原陽一郎                                              | 3:26  |
| 合計時間: | 合計時間:                                            | 合計時間:                                               | 59:26 |

## 曲の解説
1. 21st Century Complex Blues
柳原によるアコースティック・ギターの弾き語りによる軽快なブギ調の楽曲[6]。柳原の演奏以外は練馬麻雀倶楽部による手拍子（英語版）のみのシンプルなアレンジになっている。
ボブ・ディランの「サブタレニアン・ホームシック・ブルース」やニール・ヤングの『ラスト・ネヴァー・スリープス』を意識して制作された楽曲[7]。
2. 歌手はうたうだけ
楽曲について柳原は「ジョン・レノンに聞かせたかった」と語っている[8]。
ハンバートハンバートの佐藤良成がフィドルで参加している[9]。
歌詞にミッキーマウスとキティちゃんが登場する。
3. やなちゃんのワカンナイ節
大日本帝国海軍を下敷きとし、1906年当時の政府を皮肉った楽曲[6]。
2016年に柳原が両国で聴いた「添田唖蝉坊」に触発されて書かれた[7]。
4. 洗脳時代
（作詞・作曲：柳原陽一郎）
現代社会を風刺した楽曲[6]。本作で最後に出来た楽曲[7]。
歌詞にYahoo、LINE、CIA、IOC、電通、官邸が登場する。
5. アメリカンポーク
第45代アメリカ合衆国大統領のドナルド・トランプを皮肉った楽曲[10]。柳原は、「侵略好きなアメリカとかグローバリズムを皮肉りたくて書いた」「大サビの歌詞に「オキナワ」を入れるかどうかで悩んだ」とコメントしている[7]。
本作発売の直後にライブ会場・通販限定で発売された『LIVE RECORDING SERIES VOL.2〜小唄 NAKED』には、2018年4月3日に公園通りクラシックスでライブ録音された音源が収録されている。
6. DEPORTEE〜不法移民の唄
ウディ・ガスリーの楽曲「Deportee (Plane Wreck at Los Gatos)」（邦題「ディポーティー」）のカバー[11]。コーラスで久松史奈が参加している[7]。
7. エリアマネージャー
コンビニ店員から搾取するコンビニ本社のエリアマネージャーに対する怒りを歌った楽曲[10][11]。
8. 生きなっせ
高齢化社会となった現代への応援歌[11]。タイトルは「生きましょう」という意味を持つ熊本弁。震災後に行なわれた熊本のライブの後に書かれた[7]。
本作発売の直後にライブ会場・通販限定で発売された『LIVE RECORDING SERIES VOL.2〜小唄 NAKED』には、2018年4月3日に公園通りクラシックスでライブ録音された音源が収録されている。
9. 土下座節
「やなちゃんのワカンナイ節」の次に出来た楽曲[7]。土下座で事を終結させようする者や、土下座をさせて憂さ晴らしをするという日本の風潮を皮肉った楽曲[6]。
10. アラビヤ小唄
許されない恋による切ない思いを描いた楽曲[11]。ギリシャの弦楽器の一種であるブズーキが使用されている[12]。
本作発売の直後にライブ会場・通販限定で発売された『LIVE RECORDING SERIES VOL.2〜小唄 NAKED』には、2018年4月3日に公園通りクラシックスでライブ録音された音源が収録されている。
柳原によると、「レコーディングはこの曲で始まり、この曲で終わった」とのこと[13]。
11. おかえりビッチ
ヴァン・モリソンとザ・チーフタンズの楽曲「Star of the County Down」を原曲として、柳原が歌詞をあてた楽曲[11]。
柳原は「前作が下ネタ抜きのまじめな歌が多かったので、おそらくその反動で明るい曲をやってみたかったのだと思う」とコメントしている[7]。
12. 機関車ポンコツ
レコーディングは2日間に渡り、7テイク録音された[7]。曲の途中に機関車の蒸気音を真似たコーラスが入っている。
曲調は久保田麻琴を意識したという[14]。
13. なさぬ人
気ままな生き方を歌った楽曲[11]。柳原は、「『何かを成し遂げろ』だとか『立派な人になれ』だとか、この手の上から目線の言葉をかけられるのはとても迷惑だという思いがあって、いざ書いてみたらあっという間にできた」とコメントしている[7]。
14. 夢見の夢太郎
CD限定付録。河内音頭を意識して制作した楽曲[7]。
15. 21st Century Complex Blues (Reprise)
CD限定付録。1曲目をバンド編成で演奏した音源。本作のセッションで最初に録音されたテイクだが、柳原曰く「味のある演奏」ということで最後に収録されている[7]。

## 参加ミュージシャン・スタッフ

### 参加ミュージシャン
21st Century Complex Blues
- 柳原陽一郎：歌、ギター
- 練馬麻雀倶楽部：手拍子（英語版）

歌手はうたうだけ
- 柳原陽一郎：歌、ギター
- 佐藤良成：ヴァイオリン[9]
- 井上太郎：マンドリン
- 田嶋真佐雄：ベース
- 外山明：パーカッション

やなちゃんのワカンナイ節
- 柳原陽一郎：歌、ギター、アコーディオン
- 佐藤良成：ヴァイオリン
- 望月太左衛：締太鼓、桶胴太鼓、当たり鉦

洗脳時代
- 柳原陽一郎：歌、ギター、キーボード
- 椎谷求：エレキギター
- 田嶋真佐雄：ベース
- 外山明：ドラム、タンバリン
- 喜多見グリークラブ：コーラス

アメリカンポーク
- 柳原陽一郎：歌、ギター
- 佐藤良成：ヴァイオリン、コーラス
- 井上太郎：マンドリン、コーラス
- 田嶋真佐雄：ベース、コーラス

DEPORTEE〜不法移民の唄
- 柳原陽一郎：歌、ギター、アコーディオン
- 久松史奈：コーラス
- 佐藤良成：ヴァイオリン
- 井上太郎：マンドリン
- 田嶋真佐雄：ベース

エリアマネージャー
- 柳原陽一郎：歌、ギター、キーボード、グロッケン

生きなっせ
- 柳原陽一郎：歌、ギター
- 塩谷博之：クラリネット
- 杵屋六治雄：細棹三味線
- 望月太左衛：大太鼓、当たり鉦、手拍子
- 田嶋真佐雄：ベース
- トンマイ手拍子隊：手拍子

土下座節
- 柳原陽一郎：歌、ギター
- 椎谷求：エレキギター
- 田嶋真佐雄：ベース
- 外山明：ドラム、パーカッション
- 望月太左衛：拍子木

アラビヤ小唄
- 柳原陽一郎：歌、ギター、電子音
- 中村大史：ブズーキ、アコーディオン
- 望月太左衛：締太鼓、オルゴール

おかえりビッチ
- 柳原陽一郎：歌、ギター、リコーダー
- 佐藤良成：ヴァイオリン、コーラス
- 井上太郎：マンドリン、コーラス
- 田嶋真佐雄：ベース、コーラス

機関車ポンコツ
- 柳原陽一郎：歌、ピアノ
- 椎谷求：エレキギター、コーラス
- 田嶋真佐雄：ベース、コーラス
- 外山明：ドラム、コーラス

なさぬ人
- 柳原陽一郎：歌、ギター
- 佐藤良成：ヴァイオリン
- 井上太郎：マンドリン
- 田嶋真佐雄：ベース

夢見の夢太郎
- 柳原陽一郎：歌、ギター、鍵盤ハーモニカ
- 望月太左衛：大太鼓、締太鼓、コンチキ
- 田嶋真佐雄：ベース

21st Century Complex Blues (Reprise)
- 柳原陽一郎：歌、ハーモニカ
- 椎谷求：エレキギター
- 田嶋真佐雄：ベース
- 外山明：ドラム

### スタッフ
- 柳原陽一郎：制作
- 藤田厚生（F Inc.）：録音、ミックス、マスタリング[15]
- 藤田倫子（F Inc.）：録音助手[15]
- 三住和彦（Ton Meister）：追加録音、一曲目録音
- 大串侑（Ton Meister）：追加録音、一曲目録音助手
- 西田幸司（nirnor inc.）：デザイン
- APOLLO：イラスト
- 岡田貴之：写真
- 前原雅子（SWEETS DELI RECORDS）：進行